# Чуприленко Ілля Петрович
Ілля Петрович Чуприленко  — радянський діяч, заступник секретаря і завідувач транспортного відділу Дрогобицького обкому КП(б)У.

## Життєпис
Закінчив Харківський інститут інженерів залізничного транспорту. На 1940 рік працював асистентом Харківського інституту інженерів залізничного транспорту.
Член ВКП(б).
У липні 1944 — листопаді 1948 року — заступник секретаря Дрогобицького обласного комітету КП(б)У із транспорту — завідувач транспортного відділу Дрогобицького обласного комітету КП(б)У.
На 1952 рік — начальник політичного відділу вузлової станції Харків-Балашовський.
На 1961 рік — старший викладач Харківського інституту інженерів залізничного транспорту.
Подальша доля невідома.

## Нагороди
- орден «Знак Пошани»
- ордени
- медалі
- значок «Почесному залізничнику» (1961)